# Kasalice
Kasalice är en ort i Tjeckien.   Den ligger i regionen Pardubice, i den centrala delen av landet, 80 km öster om huvudstaden Prag. Kasalice ligger 264 meter över havet och antalet invånare är 192.
Terrängen runt Kasalice är huvudsakligen platt. Kasalice ligger uppe på en höjd.Runt Kasalice är det ganska tätbefolkat, med 111 invånare per kvadratkilometer. Närmaste större samhälle är Hradec Králové, 18,8 km nordost om Kasalice. Omgivningarna runt Kasalice är en mosaik av jordbruksmark och naturlig växtlighet.